# Święty Hieronim w pracowni (obraz Antonella da Messiny)
Święty Hieronim w pracowni – obraz pędzla sycylijskiego malarza Antonello da Messina, zakłada się, że został ukończony między 1460, a 1475 rokiem. Obecnie znajduje się w zbiorach National Gallery w Londynie.

## Tematyka obrazu
Obraz przedstawia świętego Hieronima w pracowni, na tle architektury w otoczeniu symbolicznych przedmiotów. Postać świętego można obserwować przez otwarte okno. Święty odziany jest w strój kardynalski i swoją pozą oddaje charakter uczonego humanisty. Wnętrze ozdobione jest posadzką wyłożoną majolikowymi płytkami, arkadową galeryjką i pięcioma oknami, za którymi widoczny jest pejzaż i niebo z jaskółkami. Przez okno wpada światło dzienne, które z prawej i z lewej strony pada z przeciwnych kierunków. Główne światło, rozjaśniające postać Hieronima i wnętrze pracowni, harmonizuje z bocznymi, co daje efekt świetlny na posadzce. Pracownia znajdująca się w centralnym punkcie umieszczona została w pomieszczeniu przypominającym nawę gotyckiego kościoła. Na obrazie przedstawiono różnorodność architektoniczną: kolumnadę renesansowego krużganka, okno mieszczańskiego domu, przęsło gotyckie oraz późnogotycki portyk. Na pierwszym planie u dołu Messina namalował kuropatwę i pawia.
Obraz jest przykładem połączenia sztuki włoskiej z flamandzką. Monumentalna kompozycja oraz nasycenie szczegółami są typowe dla włoskiego XV-wiecznego malarstwa. Początkowo dzieło było przypisywane malarzowi niderlandzkiemu Janowi van Eyckowi lub Hansowi Memlingowi. Messinie, który kształcił się w Neapolu, nieobce było malarstwo mistrzów katalońskich, prowansalskich i flamandzkich i prawdopodobnie znał dzieła Jana van Eycka, na którym mógł się wzorować.

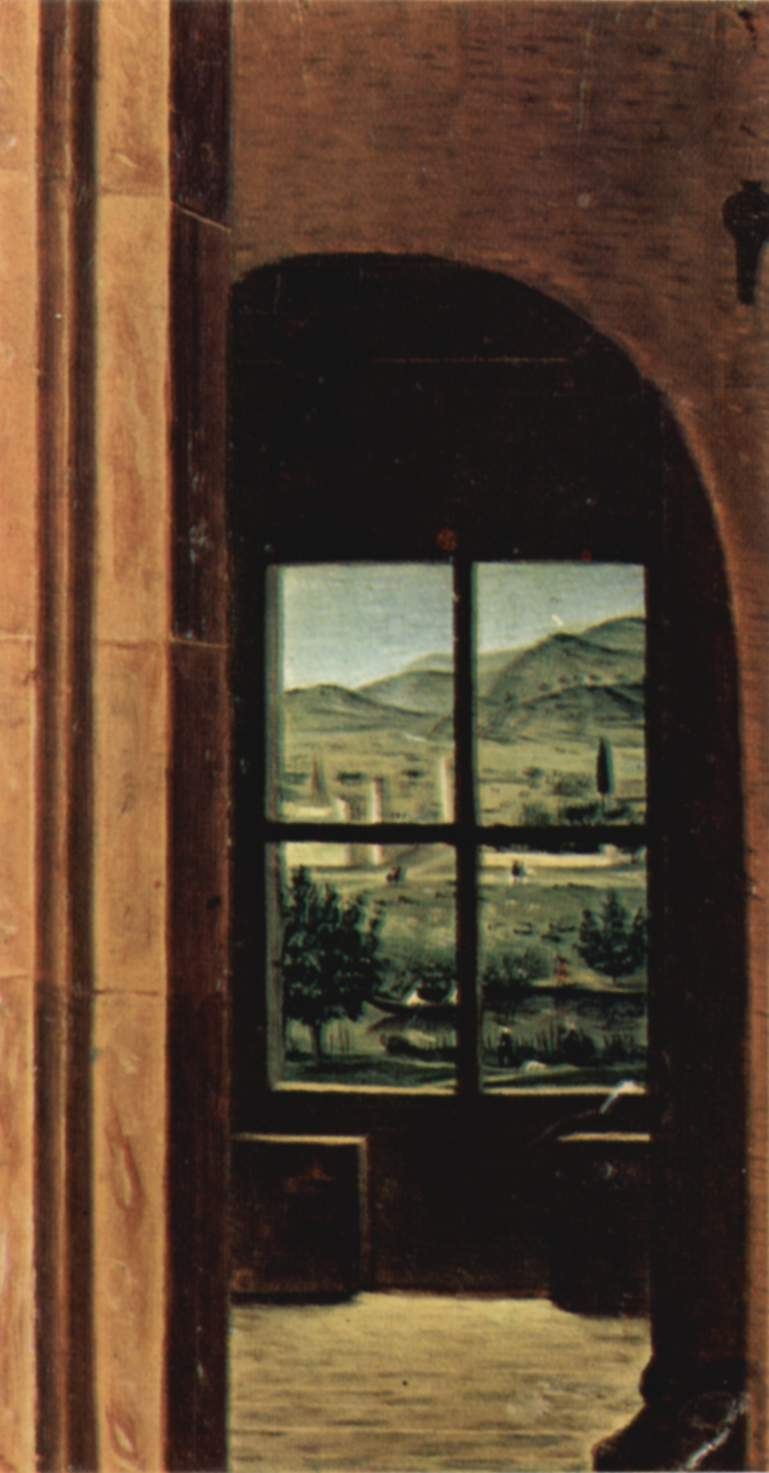
Detal z obrazu Święty Hieronim w pracowni

## Symbolika obrazu
Główna postać świętego, który był jednym z czterech Doktorów Kościoła zachodniego i autorem łacińskiego przekładu Biblii – Wulgaty, miała symbolizować piętnastowiecznego humanistę, a zarazem człowieka skromnego i pobożnego. Postać Hieronima jest podobna do wizerunku kardynała Mikołaja z Kuzy (1401–1464), który jako pierwszy miał podać w wątpliwość system arystotelesowski, mówiący, iż Ziemia jest centrum wszechświata. Święty Hieronim przedstawiany był najczęściej w towarzystwie lwa, który związany był z jego pustelniczym życiem na pustyni. Na obrazie Święty Hieronim w pracowni lew znajduje się po prawej stronie w cieniu.
Na pierwszym planie widoczny jest paw, który w symbolice religijnej stanowił aluzję do duszy oczyszczonej z grzechów lub do odrodzenia duchowego, czyli w ostateczności zmartwychwstania.
Stojąca obok pawia kuropatwa nawiązywała do odkupienia grzesznych dusz zbawionych przez głos Chrystusa.